# Colletes andrewsi
Colletes andrewsi är en solitär biart som beskrevs av Cockerell 1906. Den ingår i släktet sidenbin och familjen korttungebin. Inga underarter finns listade i Catalogue of Life.

## Utseende
Ett svart bi med tämligen gles, grå päls. Bakkroppen har smala, ljusa hårband som är avbrutna i mitten. Honan har en kroppslängd på 12 till 14 mm, hanen omkring 14 mm.

## Ekologi
Arten flyger mellan mitten av maj till mitten av juli, och är specialiserad på alunrotssläktet (speciellt Heuchera richardsonii) i familjen stenbräckeväxter.

## Utbredning
Utbredningsområdet omfattar Manitoba i Kanada samt norra, centrala USA från Colorado till South Dakota och Nebraska. Den har även påträffats i Wisconsin.